# 荏田東町
荏田東町（えだひがしちょう ）は神奈川県横浜市都筑区の町名。丁番を持たない単独町名である。住居表示未実施区域。

## 地理
都筑区の北西部に位置し、東と北に中川、西に荏田南町、南に荏田東と接している。全域が市街化調整区域となっている。

## 歴史

### 沿革
- 1994年（平成6年）11月6日 - 港北区と緑区を再編し、青葉区と都筑区を新設、併せて荏田町の一部から都筑区荏田東町を新設設置[7]。

## 世帯数と人口
2025年（令和7年）6月30日現在（横浜市発表）の世帯数と人口は以下の通りである。
| 町丁     | 世帯数 | 人口  |
| -------- | ------ | ----- |
| 荏田東町 | 82世帯 | 178人 |

### 人口の変遷
国勢調査による人口の推移。
| 年                 | 人口 |
| ------------------ | ---- |
| 1995年（平成7年）  | 151  |
| 2000年（平成12年） | 150  |
| 2005年（平成17年） | 211  |
| 2010年（平成22年） | 206  |
| 2015年（平成27年） | 201  |
| 2020年（令和2年）  | 189  |

### 世帯数の変遷
国勢調査による世帯数の推移。
| 年                 | 世帯数 |
| ------------------ | ------ |
| 1995年（平成7年）  | 53     |
| 2000年（平成12年） | 51     |
| 2005年（平成17年） | 73     |
| 2010年（平成22年） | 78     |
| 2015年（平成27年） | 77     |
| 2020年（令和2年）  | 72     |

## 学区
市立小・中学校に通う場合、学区は以下の通りとなる（2024年11月時点）。
| 番地 | 小学校             | 中学校               |
| ---- | ------------------ | -------------------- |
| 全域 | 横浜市立荏田小学校 | 横浜市立荏田南中学校 |

## 事業所
2021年（令和3年）現在の経済センサス調査による事業所数と従業員数は以下の通りである。
| 町丁     | 事業所数 | 従業員数 |
| -------- | -------- | -------- |
| 荏田東町 | 16事業所 | 93人     |

### 事業者数の変遷
経済センサスによる事業所数の推移。
| 年                 | 事業者数 |
| ------------------ | -------- |
| 2016年（平成28年） | 14       |
| 2021年（令和3年）  | 16       |

### 従業員数の変遷
経済センサスによる従業員数の推移。
| 年                 | 従業員数 |
| ------------------ | -------- |
| 2016年（平成28年） | 72       |
| 2021年（令和3年）  | 93       |

## その他

### 日本郵便
- 郵便番号 : 224-0004[3]（集配局：都筑郵便局[17]）

### 警察
町内の警察の管轄区域は以下の通りである。
| 番・番地等 | 警察署     | 交番・駐在所 |
| ---------- | ---------- | ------------ |
| 全域       | 都筑警察署 | 荏田東交番   |